# S.O.S me estoy enamorando
S.O.S me estoy enamorando es una telenovela de comedia dramática producida por Lucero Suárez para Televisa, en el 2021. La telenovela es una versión de la historia argentina El sodero de mi vida, creado por Jorge Maestro y Ernesto Korovsky, siendo adaptado por la misma Lucero Suárez. Se estrenó por Las Estrellas el 6 de septiembre de 2021 en sustitución de la cuarta temporada de Esta historia me suena, y finalizó el 16 de enero de 2022 siendo reemplazado por Amor dividido.
Está protagonizada por Irán Castillo y Daniel Arenas, junto con Marcelo Córdoba, Juan Martín Jáuregui y Adriana Montes de Oca en los roles antagónicos.

## Trama
Para poder salvar la imprenta de la quiebra que ha sido el negocio familiar generación tras generación, Alberto Muñoz (Daniel Arenas) deberá llegar a un acuerdo con los «nuevos socios» que invertirán en la imprenta. Cuando se veía el negocio tendría frutos a futuro, pronto se verá truncado porque los socios tienen otros planes para el terreno donde se encuentra la imprenta. El asunto todavía se complica cuando Alberto se enamora de Sofía Fernández (Irán Castillo), hija de uno de los nuevos inversionistas. El vínculo entre Alberto y Sofía se vuelve profundo, la cual, deberán superar muchos obstáculos que el destino les preparará, para poder ser felices.

## Reparto
Parte del reparto se confirmó el 10 de junio de 2021, a través de la columna «Vida y milagros» de El Sol de México.

### Principales
- Irán Castillo como Sofía Fernández
- Daniel Arenas como Alberto Muñoz-Cano
- César Évora como Leopoldo Fernández
- Nuria Bages como Delia vda. de Muñoz-Cano
- Marcelo Córdoba como Omar Kattan
- Ana Patricia Rojo como Inés Paredes Nava
- Yolanda Ventura como Elsa de Fernández
- Juan Martín Jáuregui como Diego Miranda
- Alejandro Ibarra como Orlando Maqueto
- Óscar Bonfiglio como Miguel
- Luz Edith Rojas como Fabiana
- Pierre Angelo como Raúl Peralta
- Pierre Louis como Daniel Soto
- Dariana Romo como Romina Muñoz-Cano[8]
- Jorge Trejo como Nicolás «Nico» Lozano[8]
- Adriana Montes de Oca como Titi[8]
- Candela Márquez como Mónica Muñoz-Cano
- Roció de Santiago como Cecilia «Ceci»
- Victoria Viera como Ana Fernández Paredes
- Manolo Bonfiglio como Chucho[8]
- Pedro Prieto como Gonzalo «Gotcha» / Marlene[9]
- Leonardo Herrera como Federico «Fede» Miranda Fernández
- Jorge Salinas como Vicente Ramos
- Lourdes Reyes como Leonor[8]
- Norma Lazareno como Eugenia
- Adrián Laut como Salomón

### Recurrentes e invitados especiales
- Siouzana Melikián como Laura
- Magda Karina como Martha
- José Carlos Femat como Sergio
- Paola Flores como Panchita / Rufina
- Tamara Vallarta como María
- Magda Karina como Martha
- Montserrat Marañón como Zulma
- Carlos Bracho como Estanislao
- Olivia Collins como Mima
- Herson Andrade como Luisito
- Ricardo Kleinbaum como Trejo
- Sachi Tamashiro como Verónica
- Queta Lavat como Caridad[10]
- Mauricio Abularach como Manolo
- Vanessa Acosta como Andrea[11][12]
- Maya Ricote como Erika

## Episodios
| N.º | Título                                          | Fecha de emisión original | Audiencia (millones) |
| --- | ----------------------------------------------- | ------------------------- | -------------------- |
| 1 | «Como un ángel»                                 | 6 de septiembre de 2021   | 2.5                  |
| Alberto salva a Fede de un incendio y Sofía explota contra el padre de su hijo. Alberto sufre por la muerte de su hermano y no recibe los préstamos del banco. Fede cuenta en su escuela la historia de «El Capitán Águila». Sofía sufre un percance al tratar de evitar atropellar a un perro justo afuera del taller de serigrafía de Alberto. El taller de serigrafía es clausurado. Vicente y Laura se conocen y Fede se reencuentra con Alberto. - Nota: Este episodio se preestrenó el 3 de septiembre de 2021 a través de la página oficial y la cuenta en Youtube de Las Estrellas. |                                                 |                           |                      |
| 2 | «Señales del destino»                           | 7 de septiembre de 2021   | 2.7                  |
| Sofía lleva a Fede con Alberto y el niño se pone muy feliz de volver a ver al «Capitán Águila». Alberto los invita a su oficina y cuenta la historia de su familia e invita a Sofía a tomar un café. Titi visita a Alberto e intenta manipularlo para que regrese con ella, pero él le deja claro que todo acabó entre ellos. Alberto recibe una propuesta de compra de su terreno pero no la acepta. Alberto invita a Sofía a una cita, pero una emergencia médica con Toño le impide verla y Sofía se desilusiona. Fede sufre un accidente y este escucha la historia del «Capitán Águila» y «Pollito». |                                                 |                           |                      |
| 3 | «Coincidencias»                                 | 8 de septiembre de 2021   | 2.8                  |
| Fede presenta a su abuela con Alberto y Sofía se alegra de verlo en el hospital. Alberto se molesta con Mónica por culpa de su novio Sergio. Leonor ayuda a pagar los gastos del hospital de Toño. Leopoldo busca a Alberto para hacerle una nueva propuesta de compra. Leonor discute con Romina por qué no quiere que se maquille. Laura decide desquitarse de Vicente por su mal humor. |                                                 |                           |                      |
| 4 | «Estoy enamorado de ti»                         | 9 de septiembre de 2021   | 2.6                  |
| Leopoldo logra convencer a Alberto para que se vuelvan socios. Ana continua metiéndose en problemas en la escuela. Cecy le pide trabajo a Alberto y este acepta. Laura va a casa de Vicente para entregarle el libro que olvidó en la cafetería. Romina se da cuenta de la gran química que existe entre ellos. Omar le declara su amor a Sofía, mientras Romina decide darle un empujón a Vicente para que abra su corazón. Ana logra conseguir una escuela y ahí conoce a Sofía. |                                                 |                           |                      |
| 5 | «Tu corazón está libre»                         | 10 de septiembre de 2021  | 2.2                  |
| Alberto se prepara para reabrir el taller, pero Mónica se molesta al enterarse de que se va asociar con unos desconocidos y no piden su opinión. Alberto invita nuevamente a Sofía para ir por un café. Sofía y Alberto tienen su primera cita y Leopoldo teme que su secreto sea descubierto. Titi compra una prueba de embarazo. La doble vida de Leopoldo comienza a pasarle factura, pero decide seguir con su plan para obtener el terreno del taller de Alberto. Titi confirma que está embarazada. Sofía y Alberto terminan besándose. |                                                 |                           |                      |
| 6 | «Me volví loca de amor»                         | 13 de septiembre de 2021  | 2.4                  |
| Sofía y Alberto se dan un tierno beso y Titi al verlos se va muy molesta. Sofía le pide a Alberto que se vayan despacio. Vicente se sorprende al saber que su hermano está muy contento. Alberto decide llevarse el contrato antes de firmarlo. Titi busca a Alberto y le confiesa que está embarazada. Titi llama a Sofía para contarle que el padre de su hijo la rechazo y ya no quiere vivir. Titi amenaza con quitarse la vida si Alberto no se casa con ella; Sofía se entera y desprecia a Alberto. Omar le pide a Alberto que deje de buscar a Sofía. |                                                 |                           |                      |
| 7 | «No hay ningún nosotros»                        | 14 de septiembre de 2021  | 2.3                  |
| Alberto intenta aclarar las cosas con Sofía, pero ella lo rechaza y le pide que se cuide de su padre y de Orlando, ya que al parecer lo quieren engañar con una de las cláusulas del contrato. Titi busca a Sofía para exigirle dejar en paz a Alberto y este le confiesa sus sentimientos a Leopoldo. Laura acompaña a Vicente a la biblioteca. Sofía rechaza el amor de Alberto, después de que Titi la chantajea. Fede inscribe al «Capitán Águila» a las competencias y este acepta. Miguel enfrenta a Alberto y Leonor acepta que Romi vaya a la escuela. |                                                 |                           |                      |
| 8 | «Mónica es detenida»                            | 15 de septiembre de 2021  | 2.3                  |
| Alberto cuestiona a Sofía al verla cerca de Omar. Nicolás recibe ayuda de Alberto para quedarse en el taller en lo que encuentra a su tío. Mónica denuncia el robo que hubo en su trabajo. Ana busca a Sofía para encontrar consuelo por el rechazo de sus padres. El teniente Pedro arresta a Mónica como presunta culpable del robo a la tienda. Mónica es arrestada por ser la principal sospechosa del robo a la tienda de cosméticos. Inés llama a Sofía a su casa para posponer su cita y Leopoldo se pone muy nervioso. Nicolás se enferma. |                                                 |                           |                      |
| 9 | «Ten cuidado con Omar»                          | 16 de septiembre de 2021  | 2.5                  |
| Gocha le explica tanto a Alberto como a Vicente qué fue de él en España y cómo llegó Marlene a su vida. Chucho visita a Mónica en los separos y Romina interesada en la vida de Nicolás. Mónica sale libre al descubrir que Sergio fue quien robó la tienda. Laura le lleva un pequeño detalle a Vicente. Gonzalo se pone feliz de estar en casa de Alberto y Chucho feliz al ver a Mónica en libertad. Alberto busca a Sofía para tratar de arreglar las cosas y le confiesa su desconfianza hacia Omar. |                                                 |                           |                      |
| 10 | «Al mal paso darle prisa»                       | 17 de septiembre de 2021  | 2.4                  |
| Omar impide que Alberto vea a Sofía. Chucho sufre al ver a Mónica besándose con el comandante Pedro. Leopoldo promete ir a la cita con Sofía y confesar la verdad. Sofía se entera de que Alberto la fue a buscar y Omar no le dijo. La serigrafía puede ser clausurada. Leopoldo e Inés están a punto de ver a Sofía pero él finge sentirse mal. Leopoldo ya no será socio de Alberto. Ana e Inés rechazan a Leopoldo. Vicente humilla a Laura. Mónica acepta ser novia de Pedro y Sofía le pone un alto a Omar. |                                                 |                           |                      |
| 11 | «La única verdad»                               | 20 de septiembre de 2021  | 2.2                  |
| Sofía, le deja claro a Omar que no le gustan las mentiras. Laura recibe clases de boliche de parte de Dani y Leopoldo a punto de ser descubierto por su esposa al estar hablando con Ana e Inés. Titi llega a casa de Alberto a exigir asilo, pero como él la corre. Titi le dice a Sofía que Alberto le pidió abortar al bebé. Mónica busca trabajo con Don Miguel. Titi inventa que Alberto le pidió abortar al bebé, así que él le exige decir la verdad frente a Sofía. Alberto se presenta a las mini olimpiadas. Vicente acepta que le interesa Laura. |                                                 |                           |                      |
| 12 | «Nunca te he dejado de querer»                  | 21 de septiembre de 2021  | 2.3                  |
| Fede y Alberto festejan que ganaron las mini olimpiadas. Romina le dice a Nico que le da besos al cuadro que pintó de él y le propone dárselos mejor en vivo. Laura se corta cuando se va la luz en la cafetería, Vicente la cura y le enseña a leer braille, pero por una confusión, Vicente se molesta con Laura. Sofía le agradece a Alberto por acompañar a Fede. Delia, al querer sentir como es portar un arma de fuego, suelta un balazo por accidente en plena reunión familiar. Tras ver el cariño de Alberto por Fede, Sofía decide emprender un nuevo camino con Alberto y se besan. Leopoldo descubre que Ana estuvo en su casa. |                                                 |                           |                      |
| 13 | «Se acabaron las vacas flacas»                  | 22 de septiembre de 2021  | 2.2                  |
| Sofía y Alberto arreglan sus diferencias y deciden darse una oportunidad en el amor. Romina sufre al saber que nadie la podrá querer, pero Alberto habla con ella y trata de explicarle. Laura le hace una propuesta a Vicente. Inés visita a Elsa para decirle la verdad. Alberto firma el contrato con Orlando y Leopoldo. Titi llega a la celebración del taller pero Alberto la corre. Sergio busca a Mónica. Orlando y Leopoldo, le piden a Alberto reducir costos despidiendo a algunos empleados. |                                                 |                           |                      |
| 14 | «El amor es ciego»                              | 23 de septiembre de 2021  | 2.1                  |
| Laura entra a la casa de los Muñoz-Cano para hablar con Vicente, le confiesa su amor y lo besa, pero él no reacciona como ella esperaba. Leonor le pide ayuda a Sofía por su hija Romina. Vicente decide irse de la casa para ayudar a Alberto. Fede está triste por no tener noticias de su papá y no quiere ir a la escuela. Romina se entera de que irá a terapias con Sofía. Inés le avisa a Leopoldo que Ana está llegando a su casa, así que se oculta entre los sillones. Sergio besa a Mónica y le pide irse lejos. Alberto tiene una gran idea para subirle el ánimo a Fede. |                                                 |                           |                      |
| 15 | «Medidas drásticas»                             | 24 de septiembre de 2021  | 2.4                  |
| El Capitán Águila y Pollito salvaron al gran Sansón. Mónica se desahoga con Romina pues esta confundida por Sergio. Sofía recibe una carta amenazante del papá de Ana. Alberto enfurece al ver al contador que le robó. Fede cuenta a sus amigos cómo el Capitán Águila y el Pollito salvaron al gran Sansón. Alberto se enfrenta a Orlando por el contador que llegó al taller. Mónica decide escapar con Sergio a Córdoba, pero la policía los intercepta. Inés corre a Leopoldo tras recibir una humillación. |                                                 |                           |                      |
| 16 | «Por ti hago lo que sea»                        | 27 de septiembre de 2021  | 2.2                  |
| Mónica sufre al haber ayudado a Pedro para que pudieran detener a Sergio. Fede se pone feliz de hablar con su papá. Romina le pide a Nicolás cerrar los ojos y besa en la boca a Nicolás. Alberto le pide a Laura que se aleje de Vicente, ya que él no le podrá corresponder. Omar escucha que Sofía saldrá con Alberto. Vicente le reclama a Alberto por hablar con Laura y le pide no meterse en su vida. Leonor no comprende a Romina y Omar impide que Sofía vea a Alberto, pero él lo enfrenta y pelean. |                                                 |                           |                      |
| 17 | «Esa relación no iba a llegar a ningún lado»    | 28 de septiembre de 2021  | 2.3                  |
| Alberto pone en su lugar a Omar dándole un golpe. Vicente busca a Laura para confesarle su amor y terminan entregándose al amor. Pedro le deja claro a Mónica que la quiere bien. Leopoldo busca a Inés para ofrecerle una disculpa. Omar intenta ganar puntos con Fede y con Sofía, pero ésta no entiende por qué Alberto no le responde las llamadas y mensajes; Sofía y Alberto se pelean. Pedro le propone matrimonio a Mónica. Inés se deprime al ver que Leopoldo no le da lo mismo que a Elsa, así que toma la decisión de terminar definitivamente con él. |                                                 |                           |                      |
| 18 | «No quiero a mi lado a un hombre violento»      | 29 de septiembre de 2021  | 2.3                  |
| Inés decide confesarle a su hija que se va a separar de Leopoldo. Sofía se molesta al saber que Alberto golpeo a Omar. Alberto busca a Sofía para ofrecerle una disculpa, pero ésta le reclama por golpear a Omar y decide terminar con él. Elsa lleva a Leopoldo al doctor. Titi sufre un accidente y Orlando provoca que la serigrafía pierda un buen cliente. Romina se le declara a Nicolás y Sofía se sorprende al ver que Alberto golpea a Orlando. |                                                 |                           |                      |
| 19 | «Romina huye de la casa»                        | 30 de septiembre de 2021  | 2.5                  |
| Alberto golpea a Orlando por arruinar una venta del taller de serigrafía y Sofía termina por decepcionarse más de él. Romina sufre al sentir que nadie la quiere. Mónica feliz por su matrimonio. Titi logra meterse a vivir a la casa de Alberto. Anita se desahoga con Sofía por la separación de sus padres y Leopoldo tendrá que ser operado de emergencia. Titi se pone celosa al ver a Alberto con Leonor. Los Muñoz-Cano sufren al ver que Romina se ha ido; todos salen a buscarla. |                                                 |                           |                      |
| 20 | «Nadie tiene la vida comprada»                  | 1 de octubre de 2021      | 2.2                  |
| Romina se sincera con Vicente y le dice por qué escapó de casa. Sofí le aconseja a Leonor ser más comprensiva con su hija. La salud de Leopoldo empeora y su vida corre peligro. Titi se convierte en una molestia en casa de Alberto. Leonor lleva a Romina con un especialista que le receta calmantes. Inés se entera de que Leopoldo está en el hospital y corre a verlo. Alberto encuentra a Omar con Sofía en el hospital. Vicente le pide a Laura que no le mienta nunca. |                                                 |                           |                      |
| 21 | «Escucha mi corazón»                            | 4 de octubre de 2021      | 2.2                  |
| Leopoldo le pide a Alberto que cuide mucho de su familia en caso de que el llegue a faltar, pues su estado de salud es muy grave. Alberto llega de sorpresa al consultorio de Sofía, los dos no soportarán la tensión que existe entre ellos y se besarán apasionadamente. Leopoldo es cuidado por Elsa, pero recibe una llamada de Inés y una visita. Vicente le reclama a Leonor por darle pastillas a Romina, la razón es que quiere que olvide a Nicolas. |                                                 |                           |                      |
| 22 | «Quiero estar cerca de Fede»                    | 5 de octubre de 2021      | 2.6                  |
| Diego llega inesperadamente a la vida de Sofía, sin embargo ella esta indignada con el, pues jamás le hablo a Fede hasta ahora. Diego intentará conquistar a Sofia de nuevo pero ella ya esta enamorada de Alberto, por otro lado Inés se siente culpable por la bondad de Elsa. Vicente se entera de que lo han engañado. Leopoldo se escapa de su casa para visitar a Inés. Elsa no se queda con la duda y va con Alberto directamente para preguntar si su marido estuvo con el. |                                                 |                           |                      |
| 23 | «¿Por qué el amor duele tanto?»                 | 6 de octubre de 2021      | 2.6                  |
| Don Miguel se enoja con Alberto, porque regresa a Titi a su casa. Fede sigue emocionado por la visita de Diego, su padre. Diego visita la casa de Sofía en donde Leopoldo lo recibe de manera agresiva, sin embargo debe calmarse pues Fede se encuentra ahí. Fede está muy ilusionado con la llegada de Diego, por lo que le pedirá a Alberto que se aleje de su madre para que ella y su padre puedan estar juntos de nuevo. |                                                 |                           |                      |
| 24 | «Algo siempre se atraviesa»                     | 7 de octubre de 2021      | 2.2                  |
| Leopoldo no puede soportar que su nieto Fede este tan emocionado por su padre Diego, por otro lado Vicente y Laura por fin se unen de nuevo. El viaje que estaba planeando Diego se verá cancelado debido a que Sofía ya tomo la decisión de alejarlo de su vida. Alberto tendrá que alejar a Sofía por un tiempo de su vida debido a Fede, además Anita descubrirá el secreto de Leopoldo, por otro lado Diego se llevará a Fede. |                                                 |                           |                      |
| 25 | «Un golpe definitivo»                           | 8 de octubre de 2021      | 2.3                  |
| Sofía enfurece al escuchar que Diego quiere quedarse con Fede y decide ir por su hijo. Laura está decepcionada por la actitud de Vicente y planea regresar a su pueblo. Fede desea volver a ver a sus padres juntos, pero Sofía se opone por el cariño a Alberto. Ana se desahoga con Sofía y le cuenta que su padre está casado con otra mujer. Claudia le confiesa a Vicente que Laura está a punto de regresar a su pueblo. Leopoldo le ofrece dinero a Diego para que se aleje de su hija y de Fede. Vicente intenta arreglar su situación con Laura, pero es demasiado tarde. Alberto impulsa a Vicente para que busque a Laura. Orlando cumple su cometido y el taller sufre un corto circuito que afecta por completo la producción. Leopoldo está a punto de ser descubierto por sus hijas. Fede se lleva una terrible noticia al saber que no podrá ver más a su papá. |                                                 |                           |                      |
| 26 | «Mi papá se fue por tu culpa»                   | 11 de octubre de 2021     | 2.1                  |
| Diego engañará a Fede mintiéndole con que Sofía no quiere que ya lo vea. Por otro Lado, Vicente logra encontrar a Laura en su pueblo y ella lo perdonará. Las mentiras de Leopoldo cada vez lo dejan más veces en riesgo, deberá actuar rápidamente o Sofía podría descubrirlo. Fede se encuentra muy lastimado al pensar que no volverá a ver a su padre por culpa de Sofía. Elsa además empieza a sospechar de que Leopoldo le sea infiel. |                                                 |                           |                      |
| 27 | «No te quiero ver nunca más»                    | 12 de octubre de 2021     | 2.2                  |
| Fede se encuentra muy lastimado al pensar que no volverá a ver a su padre y culpa a Sofía. Orlando quiere hacer válida la cláusula del contrato para quedarse con el negocio de Alberto. Romina celebra junto con toda su familia que pasó su examen. Elsa continua sospechando que Leopoldo le es infiel. Sofía le reclama a Diego por no comunicarse con Fede. Elsa continua investigando a Leopoldo y confunde las cosas. Daniel le pide a Leonor dejarse llevar y la besa. Pedro quiere hacer una fiesta para pedir la mano formalmente de Mónica. |                                                 |                           |                      |
| 28 | «Todo fue un error»                             | 13 de octubre de 2021     | 2.4                  |
| Elsa enfrenta a Leopoldo por su infidelidad y termina por correrlo de la casa. Inés busca a Elsa y se entera de que Leopoldo esta con alguien más. Inés decide terminar para siempre con Leopoldo y Vicente se incomoda cuando su ex lo busca en el café para pedirle un favor. Laura queda confundida al ver la reacción de Vicente. Elsa acepta que se equivocó y le pide perdón a Leopoldo. Romina organiza sin permiso una fiesta en su casa. Chucho es detenido por golpear a unos hombres que molestaban a Mónica. |                                                 |                           |                      |
| 29 | «Me quiero ir a vivir con mi papá»              | 14 de octubre de 2021     | 1.9                  |
| Omar sufre un accidente que le deja varias lesiones y Alberto busca a Gocha para que le ayude contra Orlando. Fede se pone muy feliz cuando su padre va a buscarlo. Laura se molesta por la actitud de Vicente y éste le da una explicación. Inés y Diego se conocen. Leonor acepta que Romina salga con Nicolás. Omar sufre un accidente que le deja varias lesiones y Alberto busca a Gocha para que le ayude contra Orlando. Fede se pone muy feliz cuando su padre va a buscarlo. |                                                 |                           |                      |
| 30 | «Me muero de la tristeza»                       | 15 de octubre de 2021     | 1.9                  |
| Sofía sufre por la decisión de Fede al querer irse a vivir con Diego. Inés le reclama a Leopoldo por no enfrentar a Sofía. Elsa y Leopoldo sufren porque Sofía acepta que Fede se vaya con su papá. Romina sale con un amigo y se encuentra a su mamá muy cariñosa con Dani. Fede ya tiene todo para irse con su papá, pero ni Sofía ni sus abuelos están listos para decir adiós. Sofía sufre por la partida de Fede y busca a Alberto para encontrar consuelo y terminan entregándose a la pasión. Laura enfrenta a Paula y Gocha le da una mala noticia a Alberto. |                                                 |                           |                      |
| 31 | «Una tremenda golpiza»                          | 18 de octubre de 2021     | 2.1                  |
| Gocha le da una mala noticia a Alberto y Pedro sorprende a Mónica al mostrarle el departamento que compró para cuando vivan juntos. Alberto encuentra a Paula toda golpeada y la auxilia. Alberto lleva a Paula a su casa, Vicente y Sofía la apoyan para que denuncie por los golpes que recibió. Ana se incomoda al ver a Diego con su mamá. Laura se molesta al ver a Paula con Vicente y le arma una escena de celos. Leopoldo le reclama a Inés por su nueva relación y Marco cobra venganza contra Alberto y lo golpea. |                                                 |                           |                      |
| 32 | «De mí no se van a burlar»                      | 19 de octubre de 2021     | 2.1                  |
| Alberto es golpeado por Marco y éste le reclama por ayudar a Paula. Sofía llega a auxiliarlo y Titi enfurece al ver que no llega al ultrasonido. Vicente busca a Laura para explicar la situación de Paula. Nicolás ayuda a Romina con sus dudas sobre el estudio. Leonor rechaza a Dani una vez más y éste acepta salir con Ceci. Titi va a casa de Alberto para que juntos revelen el sexo del bebé. Diego descubre que Leopoldo es amante de Inés. Sofía recibe a un paciente que la pone en peligro por culpa de Titi. |                                                 |                           |                      |
| 33 | «Revoloteo de mariposas»                        | 20 de octubre de 2021     | 2.4                  |
| Sofía recibe a un paciente que la pone en peligro por culpa de Titi. Laura vuelve a discutir con Vicente por culpa de la presencia de Paula. Sofía va al periódico y descubre que Titi fue quien puso el anuncio erótico. Martha continua tratando mal a Fede. Sofía enfrenta a Titi por poner el anuncio en el periódico. Romina gana un concurso de pintura y besa acaloradamente a Nicolás. |                                                 |                           |                      |
| 34 | «Mamá, ven por mí»                              | 21 de octubre de 2021     | 2.6                  |
| Romina gana el concurso de pintura. Laura y Paula se enfrentan durante la fiesta de Romina. Fede continúa siendo maltratado por su tía Martha. Romina y Nicolás se hacen novios. Fede sufre en casa de Martha y le habla a Sofía para que vaya por él. Diego besa a Inés y le asegura que encontró a su alma gemela. Sofía agradece a Alberto por su apoyo. Diego mal aconseja a Inés para que le pida a Leopoldo un fideicomiso para Ana y Laura estalla de celos al ver a Vicente con Paula. |                                                 |                           |                      |
| 35 | «Al toro por los cuernos»                       | 22 de octubre de 2021     | 2.5                  |
| Laura decide terminar con Vicente. Sofía le deja claro a Diego que no podrá ver a Fede hasta que no vean a un juez. Leopoldo le pide un consejo a Alberto y termina por decidir contarle todo a Sofía. Mónica decide no presentarse a su pedida de mano y recibe el apoyo de Orlando. Leopoldo se arrepiente de contarle la verdad a Sofía y Laura decide regresar a su pueblo. Orlando se aprovecha de la vulnerabilidad de Mónica. Leopoldo descubre que Diego es el nuevo novio de Inés y lo enfrenta. Sofía descubre a su padre y Alberto juntos a fuera de casa de Ana. |                                                 |                           |                      |
| 36 | «Sacar tajada»                                  | 25 de octubre de 2021     | 2.3                  |
| Sofía se sorprende al ver a Alberto y a su papá a fuera de la casa de Anita. Inés asegura que Ana solo quiere llamar su atención, pero Sofía la pone sobre aviso con lo que Anita quiere hacer. Diego chantajea a Leopoldo. Titi comete una indiscreción; Pedro ve a Mónica abrazando a Chucho y los enfrenta; ella por fin revela la razón por la que lo dejó. Sofía sospecha que algo ocurre con su papá al acceder dejar ver a Fede sin su consentimiento. Diego logra seducir a Inés y hacen el amor. Anita le avisa a Sofía que su mamá no llegó a dormir. |                                                 |                           |                      |
| 37 | «Así es la vida»                                | 26 de octubre de 2021     | 2.3                  |
| Vicente al enterarse de que Marco fue detenido le informa a Paula para que se vaya a su casa y ésta se despide de todos los Muñoz-Cano agradeciéndoles su gran apoyo. Anita se muestra indiferente con Diego. Alberto pide perdón a su familia por los problemas que tienen en la propiedad y Mónica le pide a Orlando que no la vuelva a buscar. Romina llega de visita a casa de Nicolás; él le enseña su recámara y ella malinterpreta las cosas y Leopoldo mete a Alberto en problemas con Sofía, ésta cree que su papá esta perdiendo la memoria. |                                                 |                           |                      |
| 38 | «¡Hora de independizarse!»                      | 27 de octubre de 2021     | 2.6                  |
| Leopoldo le revela a Inés que Diego es el exesposo de Sofía y evita que Diego le diga todo a Elsa. Leonor le dice a Romina que ya encontró un departamento para vivir solas. Alberto le reclama a Leopoldo por meterlo en problemas con Sofía. Leopoldo vuelve a mentirle a Sofía. Inés le reclama a Diego por ocultarle su identidad. Sofía y Alberto se reconcilian. Leopoldo le pide a Alberto que se aleje de Sofía y de Fede por las amenazas de Diego. |                                                 |                           |                      |
| 39 | «La edad no es un obstáculo»                    | 28 de octubre de 2021     | 2.4                  |
| Sofía acompaña a Leopoldo con el neurólogo y se entera de que Fede sufrió un accidente en la escuela al jugar futbol con Felipe. Sofía preocupada por la memoria de su padre. Alberto rechaza ver a Sofía y a Fede por instrucciones de Leopoldo, pero Sofía le reclama por su indiferencia y rechazo. Nicolás y Romina disfrutan una tarde en el boliche, pero ésta se avergüenza al ver a su mamá con Dani. Leonor se deja llevar por la pasión con Dani. Leopoldo en aprietos ya que Ana llega a la concesionaria. |                                                 |                           |                      |
| 40 | «¡Mi abuela se sacó la lotería!»                | 29 de octubre de 2021     | 2.2                  |
| Adrián pone en peligro la doble vida de Leopoldo al llevar a Anita a su trabajo, por lo cual, termina despidiéndolo. Sin embargo, Anita le reclama y hace que Leopoldo rectifique su decisión. El ex de Inés coquetea con Elsa y ella le pone un alto. Elsa intenta aclarar las cosas con Inés sobre su ex, sin embargo, ella piensa que ya fue descubierta. Diego chantajea a Leopoldo. Titi le dice a Raúl que el bebé que espera puede ser de él. Diego le saca dinero a Inés, además de engañarla. Elsa aclara las cosas con Inés sobre su ex. Alberto y Sofía hablan sobre matrimonio gracias a Fede. Los Muñoz-Cano se ganan la lotería. |                                                 |                           |                      |
| 41 | «Dar para recibir»                              | 1 de noviembre de 2021    | 2.2                  |
| Toda la familia Muñoz-Cano se pone feliz al enterarse de que Delia se ganó la lotería. Diego se molesta al saber que tendrá que comprarle unos tenis a Fede. Mónica tienen miedo de quedarse sola. Delia y Alberto deciden usar el dinero para pagar la deuda y Orlando se molesta al enterarse de que le pagarán lo que invirtió. Sofía le exige a Diego que aporte con los gastos de Fede. Diego intenta chantajear a Alberto, pero éste le pone un alto al decirle que se ocupe de su hijo. |                                                 |                           |                      |
| 42 | «No te va a querer»                             | 2 de noviembre de 2021    | 2.4                  |
| Eugenia se desahoga con Omar tras descubrir que Alicia su hija esta muerta, Omar finge sentir dolor. Anita le deja claro a Leopoldo que esta saliendo con Adrián. Chucho quiere impactar a Mónica. Diego le dice a Fede que Alberto lo despreciará cuando se case con Sofía. Omar quiere que se deje de investigar la muerte de Alicia. Chucho se prepara para su cita con Mónica. Nicolás es llevado al Torito. Fede no quiere ver a Alberto y se porta grosero con él. Mónica destroza el corazón de Chucho cuando lo deja plantado y descubre que prefirió salir con alguien más. |                                                 |                           |                      |
| 43 | «Una lección de vida»                           | 3 de noviembre de 2021    | 2.4                  |
| Raúl recibe la ayuda de un extraño al ahogarse en un restaurante. Chucho le reclama a Raúl por no darle el recado de Mónica y lo golpea. Eugenia sigue muy triste por la muerte de Alicia. Romina y Delia son testigos de la agresión que recibe Nicolás por parte de su tía Georgina al salir del torito. Fabiana queda deslumbrada por Vicente. Alberto se entera de la cita de Mónica con Orlando. Alberto pretende sorprender a Fede pero descubre que se fue con Diego y Leopoldo le invita unas cervezas pero ambos se exceden y Diego se molestan al verlo en ese estado. Omar besa a Sofía. |                                                 |                           |                      |
| 44 | «La segunda noche que pasamos juntos»           | 4 de noviembre de 2021    | 2.9                  |
| Omar le roba un beso a Sofía y Alberto los ve. Diego continua chantajeando a Leopoldo y éste accede a seguirle pagando por su silencio. Leonor se pone celosa de Cecilia. Elsa le cuenta a Leopoldo y a Sofía que Diego es el novio de Inés. Daniel invita a Cecilia a un concierto y Fabiana acepta cenar con Chucho, pero descubre que sus signos no son compatibles. Titi y Alberto son asaltados y deben pasar la noche amarrados. Inés le pide a Leopoldo volver y Cecilia besa a Daniel. |                                                 |                           |                      |
| 45 | «Hasta aquí la dejamos»                         | 5 de noviembre de 2021    | 2.6                  |
| Diego se encuentra con Alberto y Titi en un restaurante y les toma fotos. Sofía se entera de que Alberto paso la noche con Titi. Alberto finiquita su sociedad con Leopoldo y Orlando. Inés ve a Diego muy cariñoso con otra mujer y le recrimina por usarla. Sofía no entiende la actitud de Alberto al pasar la noche con Titi y Romina sigue preocupada por Nicolás. Romina entra en crisis. Sofía le reclama a Alberto por pasar la noche con Titi, pero él sigue enojado tras verla besándose con Omar. Georgina trata de seducir a Nicolás. Diego revelará la verdad. |                                                 |                           |                      |
| 46 | «¡Te robaste al frijol!»                        | 8 de noviembre de 2021    | 2.7                  |
| Leopoldo contrata a unos hombres para evitar que Diego revele su infidelidad y se lleva un gran susto al ser secuestrado. Georgina intenta seducir a Nicolás pero éste vuelve a rechazarla. Fabiana continua coqueteando con Vicente y Mónica felicita a Chucho por salir con Fabiana. El tío de Nicolás lo golpea y lo corre de su casa, al enterarse de que quiso propasarse con su esposa. Alberto enfurece al enterarse de que Sofía se irá de viaje con Omar. |                                                 |                           |                      |
| 47 | «Omar está de por medio»                        | 9 de noviembre de 2021    | 2.8                  |
| Nico encuentra la vacante de mesero y se postula para poder seguir con sus estudios. Elsa invita a Leopoldo —con la identidad falsa de Luis— a cenar con su esposa Inés en su casa. Inés y Luis asisten a la cena en casa de Elsa y ambos continúan con la mentira de ser esposos y Leopoldo se incómoda con Luis. Eugenia quiere dejar su herencia a Omar. Diego continua teniendo pesadillas. Leopoldo cena con Elsa e Inés. Chucho y Fabiana hacen un plan para que Alberto y Sofía se reúnan y puedan arreglar sus diferencias. |                                                 |                           |                      |
| 48 | «El amor se acabó»                              | 10 de noviembre de 2021   | 2.7                  |
| Sofía y Alberto no logran reconciliarse y ambos piensa que su relación está perdida. Diego sigue con la limpia para poder quitarse el miedo, tras su secuestro. Nicolás fracasa como mesero y Sofía se desahoga con Elsa, tras su ruptura con Alberto y Fede no quiere su mamá se quede con Omar. Mónica cae en las manos de Orlando. Fede habla con Alberto. Inés se desmaya. Dani esta seguro de amar a Leonor. Omar aprovecha su viaje al congreso para intentar acercarse a Sofía. |                                                 |                           |                      |
| 49 | «Desviando fondos»                              | 11 de noviembre de 2021   | 2.5                  |
| Leopoldo sale de inmediato para auxiliar a Anita y la doctora le informa a Inés que debe hacerse varios estudios, pues podría estar embarazada. Diego busca a Fede para decirle que se tendrá que ir unos días y éste enfurece al saber que lo volverá a dejar. Inés deberá hacerse una biopsia, pero tiene miedo de tener cáncer. Alberto se distrae de su ruptura. Inés podría estar enferma y Fabiana le revela a Eugenia que duda de la honestidad de Omar. Vicente conoce a María, una nueva amiga y Omar hace una propuesta a Sofí. |                                                 |                           |                      |
| 50 | «Me voy de aquí»                                | 12 de noviembre de 2021   | 2.5                  |
| Los Muñoz-Cano desaprueban la relación de Mónica con Orlando y ésta decide irse de la casa. Omar se pone feliz al saber que Sofía le dará una oportunidad. Fabiana hace todo para que Sofía regrese con Alberto, pero Sofía se molesta. Mónica se molesta cuando Chucho le reclama por haberse ido con Orlando. Inés se hace los estudios. Fede impide que Sofía salga con Omar, quien comienza a ser investigado por Eugenia. Vicente cita a María en un parque. Eugenia quiere investigar a Omar y descubre que quiso parar la investigación. |                                                 |                           |                      |
| 51 | «No puedo vivir sin él»                         | 15 de noviembre de 2021   | 2.7                  |
| Alberto provoca los celos de Sofía. Orlando cada vez es más cortante con Mónica. Inés se entera de que debe operarse para extirpar el cáncer, Leopoldo estará con ella para apoyarla. Vicente llega a su cita con María. Eugenia le deja claro a Omar que regresará a la fundación. Alberto y Sofía empiezan a rehacer sus vidas, pero Romina entra en crisis cuando descubre que Nicolás salió con Rebeca, esto provoca que Sofía y Alberto se vuelvan a unir. |                                                 |                           |                      |
| 52 | «Sofía visita a Inés»                           | 16 de noviembre de 2021   | 2.7                  |
| Sofía logra tranquilizar a Romina tras la crisis que sufrió y le recomienda a Leonor llevarla con un psiquiatra. Omar y Sofía se besan y Verónica le deberá pagar una comida a Alberto. Orlando ofende a Mónica y ésta le da una cachetada, por lo que el termina por correrla de su departamento. Inés llega al hospital para ser operada. Sofía se encuentra con su papá en el hospital donde está internada Inés; el teme que pueda ser descubierto. Nicolás descubre que Romina tuvo una crisis. |                                                 |                           |                      |
| 53 | «¡No me digas así!»                             | 17 de noviembre de 2021   | 2.9                  |
| Romina recibe la carta de Nicolás, llega a su cita con él y terminan por reconciliarse. Leopoldo logra salir de su mentira sin problemas. María sale de su casa para encontrarse con Vicente pero se pierde. Leopoldo lleva a Fede con Alberto para que él pueda irse al hospital con Inés. Bárbara insulta a Romina, ésta termina por lanzarle una piedra y la descalabra. Vicente logra una manera de comunicarse con María. Pollito y Capitán Águila en busca de Sansón. |                                                 |                           |                      |
| 54 | «Intento de homicidio»                          | 18 de noviembre de 2021   | 2.6                  |
| Romina es detenida por intento de homicidio, tras lesionar a Bárbara con una piedra. Leonor y Alberto harán todo para que pueda quedar en libertad. Nicolás se entera de que Bárbara esta grave en el hospital y la visita, pero el padre de ésta lo termina corriendo y le deja claro que quiere justicia. Nico le pide ayuda a Dani para saber de Romina. Sofía y Gotcha ayudan a que Romina sea sentenciada a un arresto domiciliario en lo que el juez determina su condena, pero esta le pide a Nico que la lleve a ver a Bárbara al hospital. |                                                 |                           |                      |
| 55 | «¡Hasta aquí llegamos!»                         | 19 de noviembre de 2021   | 2.6                  |
| El papá de Bárbara amenaza con meter a Romina al manicomio. María decide confiar en Vicente. Elsa rechaza a Leopoldo y le pide el divorcio. Diego pierde el control en el retiro espiritual y decide dejarlo. Daniel intenta regresar con Leonor. |                                                 |                           |                      |
| 56 | «Personas con el corazón duro»                  | 22 de noviembre de 2021   | 2.9                  |
| Vicente intenta ayudar a María, pero ni Zulima y su mamá no lo permiten. Alberto descubre a Raúl hablando mal de Romina y decide correrlo del taller. |                                                 |                           |                      |
| 57 | «Un amor prohibido»                             | 23 de noviembre de 2021   | 3.1                  |
| La trabajadora social parece estar enamorada de Alberto, lo cual la hace ponerse celosa de Leonor al sospechar que ellos dos sostienen una relación. La doble vida que llevaba Leopoldo le está cobrando factura, pues se está dando cuenta de lo que perdió al dejar ir a Elsa. |                                                 |                           |                      |
| 58 | «En estado de shock»                            | 24 de noviembre de 2021   | 2.7                  |
| Un malentendido por parte de los celos de la trabajadora social complicarán la situación entre Alberto y Sofía. La situación de Barbara no logra mejorar, por lo que su padre tomará las acciones más severas para que Romina no se encuentre libre. Romina entra en crisis al saber que será trasladada a una institución psiquiátrica. Sofía acepta darle una oportunidad a Omar y se besan. |                                                 |                           |                      |
| 59 | «Tenemos que ser fuertes»                       | 25 de noviembre de 2021   | 2.9                  |
| Leopoldo llegó de imprevisto a la casa, sin embargo, Elsa no permitirá que se quede, además, Romina es enviada a un manicomio. Inés no va a permitir que Leopoldo le vea la cara. Alberto queda destrozado por la confesión de Sofía. |                                                 |                           |                      |
| 60 | «No puedo vivir sin ti»                         | 26 de noviembre de 2021   | 2.6                  |
| Gonzalo le informa a la familia que Romina no es responsable de lo que le pasó a Bárbara, ya que descubrió que la joven tenía una lesión previa a la pedrada que le dio Romina. Ana se entera de que su equipo no podrá participar en las mini olimpiadas, por lo que le pide una explicación a las autoridades de la escuela. Ana, al desobedecer las órdenes de la directora, se hace acreedora a una suspensión y el médico que está atendiendo a Bárbara,descubre que la joven tiene un hematoma, por lo que al interrogarla llega a la conclusión que las pastillas anticonceptivas que se está tomando le ocasionaron el daño, lo cual, el juez determina que Romina es inocente. Leopoldo confiesa a Elsa lo mucho que sufre y ella acepta darle una oportunidad y Titi se mete en problemas con la policía. |                                                 |                           |                      |
| 61 | «Los días sin ti fueron eternos»                | 29 de noviembre de 2021   | 2.9                  |
| Gotcha le informa a todos los Muñoz-Cano que Romina podrá salir del manicomio. Inés regaña a Ana por ser expulsada de la escuela y Fabiana besa a Chucho. Todos los Muñoz-Cano reciben con amor a Romina tras salir de la clínica mental. Delia invita a Sofía a la fiesta de bienvenida de Romina y se encuentra con Verónica. Omar sufre un fuerte dolor. |                                                 |                           |                      |
| 62 | «El destino se empeña en juntarnos»             | 30 de noviembre de 2021   | 2.8                  |
| Sofía se preocupa al ver a Omar en mal estado y con ayuda de Alberto, es llevado al hospital. Verónica se incomoda al enterarse del embarazo de Titi, por una indiscreción de Sofía. Romina queda libre de todo cargo. Por azares del destino, Alberto y Sofía terminan cenando solos; él le confiesa su amor, pero ella le da su lugar a Omar. |                                                 |                           |                      |
| 63 | «No le importo a nadie»                         | 1 de diciembre de 2021    | 2.9                  |
| Sofía rechaza a Alberto, pues no quiere dejar a Omar. Romina posa para una sesión de fotos y demuestra tener una gran habilidad para el modelaje. Inés le exige a Leopoldo que Luis se retracte con la decisión de cambiar a Anita de escuela. Romina logra quedarse con el trabajo de modelo. Leonor sufre al ver que nadie recordó su cumpleaños. |                                                 |                           |                      |
| 64 | «¡Ya va a nacer el bebé!»                       | 2 de diciembre de 2021    | 2.9                  |
| Los Muñoz-Cano preparan todo y sorprenden a Leonor con una fiesta sorpresa. Mónica se entera de que Chucho anda con Fabiana y Dani cita a Leonor en su cuarto, pero esta lo deja plantado. Leonor destroza el corazón de Daniel al terminar con el. Titi sufre fuertes contracciones por lo que Sofía y Fabiana la llevan al hospital. Vicente y María casi se besan. Inés se entera del viaje de Elsa. |                                                 |                           |                      |
| 65 | «¡Ya nació el bebé de Titi!»                    | 3 de diciembre de 2021    | 3.1                  |
| Inés le reclama a Leopoldo por su viaje a Europa y le exige que también la lleve a ella. Le deberán hacer cesárea a Titi y ésta se molesta con Alberto. María se siente mal al ser rechazada por Vicente. Diego chantajea a Leopoldo y Zulma descubre la mentira de Vicente y Salomón. Todos esperan conocer al bebé Titi, pero al verlo, se impactan con el parecido con el verdadero padre. |                                                 |                           |                      |
| 66 | «Caprichoso es el amor»                         | 6 de diciembre de 2021    | 2.7                  |
| Don Miguel enfurece contra Titi por mentirle. Sofía y Alberto se encuentran para hablar de lo que Titi hizo, pero terminan besándose y hacen el amor. María logra escapar de Zulma y con ayuda de un buen hombre, logra llegar a casa de Alberto. Sofía no sabe como terminar con Omar. |                                                 |                           |                      |
| 67 | «Agradezco haberte conocido»                    | 7 de diciembre de 2021    | 2.9                  |
| Sofía intenta terminar con Omar durante la cena, pero este saca su libro terminado y ella decide no decirle nada. Don Octavio le exige a María volver a la casa, pero Vicente la defiende; Don Octavio termina despidiendo a Zulma. Sofía ve lo insensible que es Omar y termina con el. Romina logra hacer su primer comercial. Vicente apoya a María para encontrar a su abuelo. |                                                 |                           |                      |
| 68 | «Tengo los días contados»                       | 8 de diciembre de 2021    | 3.1                  |
| Leopoldo y Elsa se van de viaje a Europa, por lo que Diego aprovecha para decirle a Sofía que padece una enfermedad mortal y ella lo invita a vivir en la casa. Vicente lleva a María con su abuelo. Inés sufre por el viaje de Leopoldo. Don Octavio manda golpear a Vicente y Alberto se sorprende al enterarse de que Diego vivirá con Fede y Sofía. |                                                 |                           |                      |
| 69 | «Te voy a extrañar»                             | 9 de diciembre de 2021    | 2.8                  |
| Alberto se sorprende al saber que Diego vivirá con Sofía y Fede por la terrible enfermedad que este último padece. Mónica discute con Alberto por meterse en su vida. María agradece a Vicente por su ayuda y se despiden con un romántico beso. Leonor descubre el secreto de Romina y Mónica, el de Adán. |                                                 |                           |                      |
| 70 | «¿Te casarías conmigo?»                         | 10 de diciembre de 2021   | 3.0                  |
| Adán logra ocultarle a Mónica que aún sigue casado. Daniel le propone a Cecilia intentar ser novios y Fabiana cacha a Chucho con Mónica, por culpa del mensaje de Raúl. María planea operarse para recuperar la vista. Chucho le reclama a Raúl. Alberto, prepara una gran sorpresa para proponerle matrimonio a Sofía con ayuda de Fede y Mónica descubre que Adán sigue con su esposa. |                                                 |                           |                      |
| 71 | «Ni loco te voy a dar el divorcio»              | 13 de diciembre de 2021   | 2.7                  |
| Sofía acepta casarse con Alberto. Mónica encara a Adán frente a su esposa y le reclama por engañar a ambas. Elsa y Leopoldo felices con la propuesta de matrimonio de Alberto. Diego no quiere darle el divorcio a Sofía, ya que no quiere que Alberto sea el padrastro de Fede. Omar le reclama a Sofía por su compromiso y Alberto busca a Diego, pero las cosas se salen de control. |                                                 |                           |                      |
| 72 | «Una vil estafadora»                            | 14 de diciembre de 2021   | 2.9                  |
| Diego insiste en no darle el divorcio a Sofía. Una señora mete en problemas a Alberto tras acusarlo de haberle robado la bolsa. Diego tiene en mente un plan para que Sofía no se case con Alberto. Omar, con ayuda de Orlando, contratan a un hombre para acusar de plagio a Sofía. Delia consigue trabajo en los comerciales y Diego amenaza a Sofía con quitarle a Fede si insiste en el divorcio. |                                                 |                           |                      |
| 73 | «El amor no tiene edad»                         | 15 de diciembre de 2021   | 2.7                  |
| Diego amenaza a Sofía con quitarle a Fede si continua con el divorcio, pero Gotcha le promete ayudarla para divorciarla. Vicente teme que María lo deje al recuperar la vista, así que le pide olvidarlo. Anita descubre que su papá tiene otra hija. Inés le reclama a Leopoldo por su viaje. Vicente acepta que ama a María y la busca. Romina se pone celosa y Leopoldo continua de ojo alegre. |                                                 |                           |                      |
| 74 | «¡Por los futuros esposos!»                     | 16 de diciembre de 2021   | 2.9                  |
| Sofía y Alberto tienen en mente buscar un lugar para irse a vivir y con la ayuda de Anita, conocen el departamento que está en renta en su edificio. Vicente acepta que ama a María. Los Muñoz-Cano se reúnen para celebrar el compromiso matrimonial de Alberto y Sofía. Leopoldo se impacta al saber que Sofía quiere vivir en el mismo edificio que Ana e Inés. |                                                 |                           |                      |
| 75 | «Eres tal como te imaginaba»                    | 17 de diciembre de 2021   | 2.9                  |
| Leopoldo planea unir a Diego con Mima Palacios. Sofía se molesta con Alberto por su pésima actitud para elegir el departamento, por lo que le pide ayuda a Gotcha y ambos terminan haciendo enojar a Sofía. Romina se muere de celos por culpa de Bárbara. María sale bien de la operación y ve a Vicente por primera vez, quedando fascinada. |                                                 |                           |                      |
| 76 | «Te espera una nueva vida»                      | 20 de diciembre de 2021   | 3.0                  |
| María se pone feliz por volver a ver. Leopoldo quiere que Anita e Inés se vayan a vivir muy lejos. Cecilia besa a Dani frente a Leonor por celos. Anita le pide ayuda a Sofía. Fede pelea en la escuela. Ceci decide terminar con Dani. Leopoldo entra en crisis y finge que Clara, su supuesta esposa, sufrió un infarto, tras esta noticia Inés inventa que Clara falleció. |                                                 |                           |                      |
| 77 | «Las mentiras tienen las patas muy cortas»      | 21 de diciembre de 2021   | 2.7                  |
| Leopoldo, logra engañar a Anita con ayuda de Gocha. Fede le ofrece disculpas a su compañero por golpearlo. Vicente se decepciona de María, ya que ella le deja claro que ahora que ya puede ver, ya no le interesa y tampoco lo necesita. Diego quiere llevarse de viaje a Fede, pero Sofía no le gustará la idea. |                                                 |                           |                      |
| 78 | «Haríamos buena pareja»                         | 22 de diciembre de 2021   | —                    |
| Alberto habla con Vicente tras rechazar a María. Vicente tiene un sueño de amor con Leonor y comienza a comportarse muy cariñoso con ella. Diego le dice a Sofía que está curado. Elsa, Sofía y Leopoldo conocen a Mima la novia de Diego y este, le revela a Mima el secreto de Leopoldo. Anita invita a Sofía a su XV años y Mima planea abrirle los ojos a Elsa sobre Leopoldo. |                                                 |                           |                      |
| 79 | «De tripas corazón»                             | 23 de diciembre de 2021   | —                    |
| Mima intenta decirle la verdad a Elsa. María invita a Vicente a Barcelona. Sofía y Alberto celebran que Diego aceptó el divorcio y Alberto cuestiona a Sofía sobre la posibilidad de tener otro hijo. Sebastián humilla a Mónica al saber que ama a Bernardo, pero Alberto llega a defenderla y a brindarle su cariño. Elsa por fin descubre que Leopoldo tiene otra familia y que su hija es Anita. |                                                 |                           |                      |
| 80 | «El peor día de mi vida»                        | 24 de diciembre de 2021   | —                    |
| Elsa sufre tras descubrir la infidelidad de Leopoldo, pero finge no saber nada. Vicente y María terminan su noviazgo. Alberto se reencuentra con Andrea, un viejo amor. Elsa compra veneno para ratas para vengarse de Leopoldo y este,quiere impedir que Sofía vaya a los XV años de Anita. |                                                 |                           |                      |
| 81 | «Mi vida es una mentira»                        | 27 de diciembre de 2021   | 2.6                  |
| Leopoldo, sigue con sus planes para impedir que Elsa acuda a la fiesta de Anita, pero ella se encarga de llevarle una sorpresa hasta la casa de Inés. La ausencia de Fede en la casa provoca que Sofía esté a punto de cancelar su asistencia a la fiesta de Anita y esto arruinará los planes de Elsa. |                                                 |                           |                      |
| 82 | «Todo pasa por algo»                            | 28 de diciembre de 2021   | 3.0                  |
| Sofía estalla en contra de Diego por no cumplir con el trato de llevar a Fede a la hora correcta, esto impide que pueda ir a la fiesta de Ana. Ante esto, Leopoldo logra disfrutar los XV años de Ana sin ninguna presión. Elsa esta harta de las mentiras de Leopoldo y busca la ayuda de Gonzalo para que la divorcie, aunque eso significa dejar sin nada a su esposo. |                                                 |                           |                      |
| 83 | «Álbum de fotos»                                | 29 de diciembre de 2021   | 2.9                  |
| Anita quiere que Sofia sepa a detalle lo que ocurrió en su fiesta de XV años y desea mostrarle su álbum de fotos. El secreto de Leopoldo corre peligro, pero hará todo por ocultarlo. Sofía está harta de la actitud de Fede después de la convivencia con su padre y Mima, pero todo llega a su peor punto porque Diego olvidó recoger a su hijo en la escuela. |                                                 |                           |                      |
| 84 | «Me quiero divorciar de tu padre»               | 30 de diciembre de 2021   | —                    |
| Elsa confirma con Gonzalo que todo está listo para iniciar la demanda de divorcio de Leopoldo y decide confesarlo a su hija. Gotcha por fin le revela a su hermano que es gay. Mientras Leopoldo disfruta de unas vacaciones con Anita, Elsa le explica a los empleados de la concesionaria que ella es la nueva directora general. |                                                 |                           |                      |
| 85 | «La verdad sobre Leopoldo»                      | 31 de diciembre de 2021   | 2.1                  |
| Sofía desconoce la actitud de su hijo y Alberto se hace presente para cumplir una misión con Pollito. Elsa se reúne con Inés y esta última, le cuenta sobre la relación con Leopoldo. Elsa llora por la decisión de separarse de Leopoldo y al regreso de su viaje, lo encara para entregarle la demanda de divorcio. |                                                 |                           |                      |
| 86 | «Perdí a quien más quería»                      | 3 de enero de 2022        | —                    |
| Elsa reclama la infidelidad, pide el divorcio y corre a Leopoldo tanto de la casa como de la concesionaria. Romina es atacada en un llamado por el productor del comercial. Inés se desahoga con su madre. Alberto escucha en el funeral que Cosme no era el papá de Erika, así que cuestiona a Andrea. |                                                 |                           |                      |
| 87 | «Tengo una hija»                                | 4 de enero de 2022        | —                    |
| Alberto se impacta al saber que Erika es su hija. Fede sufre al saber que sus abuelos se van a divorciar como sus papás. Los Muñoz-Cano se alegran al ver el segundo comercial de Romina. Vicente ofende a Leonor por el trabajo de Romina y ella lo cachetea, pero el le roba un beso. Alberto le cuenta a Sofía sobre Erika y esta no reacciona bien con la noticia. Anita quiere regresar a su casa. |                                                 |                           |                      |
| 88 | «Por tu culpa se perdió»                        | 5 de enero de 2022        | 3.0                  |
| Sofía le ofrece disculpas a Alberto y este la perdona. Fede se pone feliz al ver a su abuelo, pero Leopoldo, en un descuido provoca que Timoteo se pierda. Andrea le pide ayuda a Alberto para conseguir trabajo. Fede sufre al darse cuenta de que Timoteo se perdió y culpa a su abuelo por no cuidarlo. Leonor besa a Vicente. Ana e Inés deciden regresar a la Ciudad de México, pero en el camino sufren un aparatoso accidente en la carretera. |                                                 |                           |                      |
| 89 | «Dile que la quiero con toda el alma»           | 6 de enero de 2022        | —                    |
| Alberto logra encontrar a Timoteo. Inés y Anita sufren un accidente en la carretera, Leopoldo llega al hospital para apoyarlas pero Inés comienza a sentirse mal y le pide a Leopoldo cuidar a Anita. Inés es intervenida de emergencia por una hemorragia interna, pero durante la operación sufre un infarto y muere. Vicente pide a Leonor dejarse llevar. Leopoldo sufre al darle la noticia a su hija Anita de que su madre falleció. |                                                 |                           |                      |
| 90 | «Ese es mi papá»                                | 7 de enero de 2022        | 3.4                  |
| Leopoldo le informa a Anita que su madre está muerta, pero ella no puede creer la noticia. Anita se encuentra devastada y piensa que se ha quedado sola, sin embargo, Leopoldo se compromete a estar a su lado. Sofía se entera del terrible momento por el que pasa Anita y acude a la funeraria para apoyarla. Leopoldo se lleva una sorpresa al ver a Sofía en el funeral de Inés y es encarado por sus hijas. |                                                 |                           |                      |
| 91 | «Engañada por partida doble»                    | 10 de enero de 2022       | 3.1                  |
| Sofía, descubre la traición de Leopoldo y de Alberto, por lo que decide terminar su compromiso. Anita al enterarse de todas las mentiras de su padre, toma la decisión de huir de Leopoldo. Sofía se desahoga con su mamá. Anita roba en una tienda por necesidad y es detenida. Sofía acude ayudar a Anita. Elsa permite que Anita se quede en su casa y la recibe con mucho amor. |                                                 |                           |                      |
| 92 | «Me quedé vacío»                                | 11 de enero de 2022       | 3.3                  |
| Sofía, desea recuperar el tiempo perdido con Anita y decide ir por sus cosas para que viva con ellas. Eugenia dispuesta atrapar a Omar y Fede se ponen felices al enterarse de que Anita es su tía. Mima y Diego lucharán por Fede. Leopoldo intenta explicarle a Sofía lo que pasó. En el hospital, Eugenia confronta a Omar por sus delitos, el los acepta y además, confiesa haber matado a su hija Alicia, después, Omar asesina a Eugenia asfixiándola con una almohada. |                                                 |                           |                      |
| 93 | «¿Quieres un anillo?»                           | 12 de enero de 2022       | 3.6                  |
| Omar termina con la vida de Eugenia, lo hace pasar como muerte natural y Sofía lo consuela. Vicente le da a Leonor un anillo de compromiso, ya que quiere pasar el resto de su vida a su lado. Vicente y Leonor hacen el amor y confiesan su relación. Diego se molesta al conocer el contrato prenupcial de Mima. Erika, escucha a Vicente decir que Alberto es su padre y lo confronta. |                                                 |                           |                      |
| 94 | «Nunca serás mi papá»                           | 13 de enero de 2022       | 3.4                  |
| Raúl, Chucho y Danny, se quedan boquiabiertos al ver cómo luce Cecilia para la boda, pero el más impresionado con su belleza es Salomón. Erika no acepta a Alberto como su padre y se escapa de su casa. Salomón le declara su amor a Ceci y se besan. Alberto busca a Sofía para aclarar lo que pasó con Leopoldo. Erika se va a Querétaro. Omar y Sofía, acuden a la lectura del testamento de Eugenia. |                                                 |                           |                      |
| 95 | «El no te hizo nada»                            | 14 de enero de 2022       | 3.1                  |
| Omar se enfurece al darse cuenta de que Sofía es la heredera de la fortuna de su suegra, por lo que buscará matarla para que no se salga con la suya. Además, Alberto se entera del paradero de Erika y se lo hace saber a su madre. Fabiana le advierte a Sofía de Omar y Dani es confundido en la Central de Querétaro. Dani se vio envuelto en una confusión por parte de unos delincuentes, quienes lo secuestrarán alejado de la ciudad. Mario Trejo, el investigador privado de Eugenia, le hace conocer a Sofía los movimientos turbios en los que estaba inmiscuido Omar. Dani corre con un golpe de suerte con sus secuestradores. Don Leopoldo entabla una pequeña plática con Elsa y Sofía. Romi explota con Nicolás. |                                                 |                           |                      |
| 9697 | «De tripas corazón»«Te voy a amar toda la vida» | 16 de enero de 2022       | 3.3                  |
| Sofía hará todo para que Omar pague por sus delitos. Nicolás le hace una promesa a Romina y se despide de todos para irse a estudiar a Boston. Mima quiere meter a Diego a la cárcel. Sofía le pide a Omar que le ayude con la fundación y Fabiana entrega todo para la auditoria. Diego quiere comprar el hotel en Huatulco. Alberto le pide ayuda a Fede y Leopoldo le explica todo a Sofía. Fede sigue al pie de la letra el plan de Alberto, logran que Sofía se quede a solas con Alberto; este le vuelve a pedir matrimonio, Sofía lo perdona y terminan por reconciliarse entregándose a la pasión. Diego es víctima de una estafa al comprar un hotel en ruinas. El tiempo transcurre Sofía y Alberto arreglan todo para su boda y Vicente organiza una despedida de soltero para Alberto. Sofía y Alberto llegan al altar para unir sus vidas. Omar termina en la cárcel por su robo a la fundación. Diego y su tía venden quesadillas para sobrevivir. Fede, junto con Alberto se ponen felices porque Sofía tendrá tres bebés. Mónica renuncia a su trabajo para dedicarse a la casa hogar. Diego esta a punto de irse a Huatulco. Elsa le pide a Leopoldo que regrese a la concesionaria, ambos llevarán una buena relación por Anita. |                                                 |                           |                      |

## Producción
El 25 de marzo de 2021, Televisa lanzó un comunicado de prensa anunciando la preproducción de la versión mexicana de El sodero de mi vida, la cual su adaptación y producción está a cargo de la productora Lucero Suárez, acompañada de su equipo de guionistas Carmen Sepúlveda, Edwin Valencia y Luis Reynoso. Ese mismo día, se confirma a Irán Castillo y Daniel Arenas como los protagonistas de la telenovela, además de confirmarse a César Évora, Marcelo Córdoba, Nuria Bages, Alejandro Ibarra, Pedro Prieto, y el niño Leonardo Herrera —siendo su segunda telenovela con Suárez, después de Te doy la vida—. En mayo de 2021, la telenovela fue presentada en el Up-front de Univision para la temporada de televisión 2021-22.
La producción de la telenovela inició grabaciones el 31 de mayo de 2021, en una locación al oeste de la Ciudad de México; teniendo la dirección escénica a cargo de Juan Pablo Blanco y Rubén Nelhiño Acosta.

## Audiencia
| Temporada | Horario (CT)                                                                   | Episodios | Primera emisión         | Primera emisión      | Última emisión      | Última emisión       | Prom. de espectadores (millones) |
| Temporada | Horario (CT)                                                                   | Episodios | Fecha                   | Audiencia (millones) | Fecha               | Audiencia (millones) | Prom. de espectadores (millones) |
| --------- | ------------------------------------------------------------------------------ | --------- | ----------------------- | -------------------- | ------------------- | -------------------- | -------------------------------- |
| 1         | Lunes a viernes 18:30 - 19:30 h. (eps. 1-95) Domingo 20:30 - 23:00 h. (ep. 96) | 96        | 6 de septiembre de 2021 | 2.5                  | 16 de enero de 2022 | 3.3                  | 2.4                              |